# Eucoptaspis sumbaensis
Eucoptaspis sumbaensis är en insektsart som beskrevs av Willemse, C. 1966. Eucoptaspis sumbaensis ingår i släktet Eucoptaspis och familjen vårtbitare. Inga underarter finns listade i Catalogue of Life.